# Zuiderkerk (Groningen)
De Zuiderkerk is een voormalig kerkgebouw aan de Stationsstraat in de stad Groningen. Het gebouw uit de eerste jaren van de twintigste eeuw, een ontwerp van de architecten Tjeerd Kuipers en Ytzen van der Veen, heeft tot 1983 dienstgedaan als Gereformeerde kerk. Na sluiting als kerk is het verbouwd tot een appartementencomplex. Het gebouw is een rijksmonument.